# Хязельки
Хя́зельки (фин. Häsälä) — деревня в Колтушском городском поселении Всеволожского района Ленинградской области.

## История
По мнению авторов краеведческой книги «Всеволожск» И. В. Венцеля и Н. Д. Солохина деревня возникла ещё до Северной войны, во времена шведского владычества.
Как деревня Häckilä она упоминается в наиболее старых из сохранившихся церковных регистрационных книгах Колтушского лютеранского прихода, 1745—1755 годов.
Она обозначена как деревня Кязелева на «Карте окружности Санкт-Петербурга и Карельского перешейка» 1810 года, а затем в 1834 году как деревня Хязельки на карте Санкт-Петербургской губернии Ф. Ф. Шуберта.

ХЯЗЕЛКА — деревня принадлежит ротмистру Александру Чоглокову, жителей 17 м. п., 11 ж. п. (1838 год)

На Плане генерального межевания Шлиссельбургского уезда, упоминается как деревня Хязелки.
В пояснительном тексте к этнографической карте Санкт-Петербургской губернии П. И. Кёппена 1849 года она записана как деревня Häsälä (Хязельки), где также указано количество её жителей на 1848 год: савакотов — 18 м. п., 12 ж. п., финляндских карелов — 7 м. п., 7 ж. п., всего 44 человека.

ХЯЗЕЛКА — деревня Г. Чоглокова, по просёлкам, 5 дворов, 20 душ м. п. (1856 год)

Число жителей деревни Хазелки по X-ой ревизии 1857 года: 25 м. п., 18 ж. п..
В 1860 году деревня Хязелки насчитывала 5 дворов.

ХЯЗЕЛКИ — деревня владельческая при колодцах, 5 дворов, 26 м. п., 18 ж. п. (1862 год)

Согласно подворной переписи 1882 года деревня называлась Хазелки, в деревне проживали 10 семей, число жителей: 26 м. п., 34 ж. п., все лютеране, разряд крестьян — собственники, а также пришлого населения 6 семей, в них: 12 м. п., 12 ж. п., все лютеране.

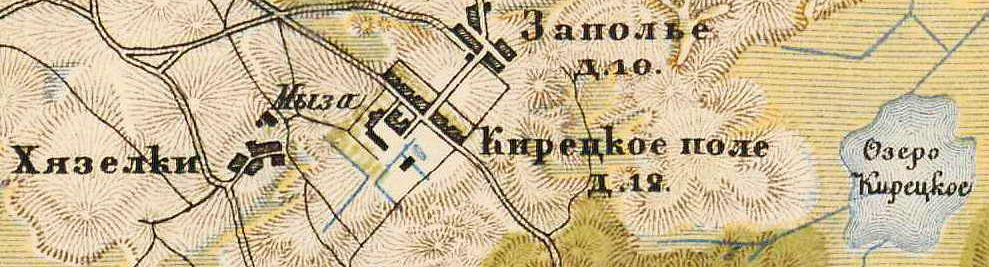
План деревни Хязельки. 1885 год

Согласно «Карте окрестностей Санкт-Петербурга» 1885 года деревня называлась Хязелки, к северу от деревни располагалась мыза Кирецкое Поле. По данным Материалов по статистике народного хозяйства в Шлиссельбургском уезде 1885 года, 9 крестьянских дворов в деревне (или 90 % всех дворов) занимались молочным животноводством, 4 крестьянских двора (или 40 % всех дворов), выращивали на продажу смородину и яблоки.
В 1893 году, согласно карте Шлиссельбургского уезда, деревня Хязельки насчитывала 11 крестьянских дворов.

ХОЗЕЛКИ (ХЯЗЕЛЬКИ) — деревня на земле Селецкого сельского общества, при проселочной дороге 13 дворов, 37 м. п., 42 ж. п., всего 79 чел. (1896 год)

В конце XIX — начале XX века деревня административно относилась к Колтушской волости 2-го стана Шлиссельбургского уезда Санкт-Петербургской губернии. Население деревни было однородным — финским.
В 1909 году в деревне было 11 дворов.
В 1910 году в деревне открылась земская школа (Хязельское училище), учителем в ней работала «мадемуазель Воробьёва».
В 1914 году учителем в школе был Иван Андреевич Тюнненен.

ХЯЗЕЛЬКИ — деревня Каннистского сельсовета Ленинской волости, 20 хозяйств, 98 душ.

Из них: все финны-ингерманландцы. (1926 год)

По административным данным 1933 года деревня Хязельки относилась к Колтушскому финскому национальному сельсовету.
В 1938 году население деревни составляло 92 человека, все финны.

ХЯЗЕЛЬКИ — деревня Колтушского сельсовета, 117 чел. (1939 год)

План деревни Хязельки. 1939 год

Согласно топографической карте 1939 года деревня называлась Хязелки, в деревне находился сельсовет, была своя школа.
В 1940 году деревня насчитывала 22 двора.
До 1942 года — место компактного проживания ингерманландских финнов.
В 1958 году население деревни составляло 120 человек.
По данным 1966, 1973 и 1990 годов деревня Хязельки также входила в состав Колтушского сельсовета.
В 1997 году в деревне проживали 52 человека, в 2002 году — 37 человек (русских — 81 %), в 2007 году — 36.

## География
Деревня расположена в юго-западной части района на автодороге 41К-310 (Колтуши — Коркино), к северу от деревни Канисты и к юго-западу от деревни Кирполье.
Находится на Колтушской возвышенности.
Расстояние до административного центра поселения — 2 км.
Расстояние до ближайшей железнодорожной станции Заневский Пост — 13 км.

## Демография
| 1862 | 2007 | 2010 | 2017 |
| ---- | ---- | ---- | ---- |
| 44   | ↘36  | ↗91  | ↗137 |

Национальный состав
Согласно данным Всероссийской переписи населения 2021 года в деревне проживали 295 человек, из них:
 русские — 269, финны — 5, армяне — 4, таджики — 3, украинцы — 3, азербайджанцы — 2, болгары — 1, татары — 1.

## Административное подчинение
- с 1 марта 1917 года — в Хязельском сельсовете Колтушской волости Шлиссельбургского уезда.
- с 1 февраля 1923 года — в Хязельском сельсовете Ленинской волости Ленинградского уезда.
- с 1 августа 1927 года — в Каннистском сельсовете Ленинского района Ленинградского округа.
- с 1 июля 1930 года — в Каннистском сельсовете Ленинградского Пригородного района.
- с 1 августа 1931 года — в Колтушском сельсовете.
- с 1 августа 1936 года — в Колтушском сельсовете Всеволожского района[29].

## Религия
В деревне Хязельки родился и вырос Пааво Хайми (1894—1963) — пастор Евангелическо-лютеранской церкви Ингрии, настоятель местного Колтушского лютеранского прихода (Келтто). Был арестован в 1932 году за свою религиозную деятельность. Один из двух оставшихся в живых пасторов ЕЛЦИ. Был освобождён в 1953 году.

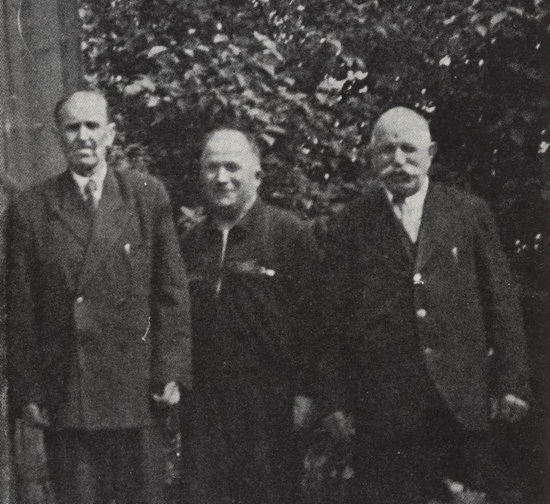
Пастор Пааво Хайми (в центре). Колтуши. 1958 год

## Инфраструктура
Объектов промышленности и сельского хозяйства нет.
В деревне ведётся активное коттеджное строительство.

## Улицы
Дачная, Детская, Загородная, Запрудная, Звёздный переулок, Зелёная, Малиновая, Нижняя, Никольская, Офицерский переулок, Перспективная, Придорожная, Прямая, Светлая, Сторожевая, Строителей, Финская.